# 诺顿 (软件)
诺顿（Norton），也称Norton by Symantec（赛门铁克的诺顿），它是赛门铁克公司的一个部门、全球最大的安全软件提供商，总部位于美国加州山景城。自1990年赛门铁克公司将其收购以来，诺顿持续提供与數位安全相关的各种产品和服务。2014年，诺顿母公司赛门铁克宣布将业务分拆为两个单位，诺顿位于着重安全性的单位，而另一单位侧重于信息管理。

## 历史
彼得诺顿计算股份有限公司是由彼得·諾頓创办的一家软件公司。 诺顿及其公司开发了各种DOS 实用程序，包括諾頓電腦醫生（Norton Utilities），但它不包含杀毒软件功能。1990年，该公司被赛门铁克收购，并更名为彼得诺顿咨询集团（Peter Norton Consulting Group）。赛门铁克的消费者防病毒和数据管理实用程序仍以诺顿品牌销售。
到1991年初，赛门铁克的诺顿集团为PC和兼容计算机推出了Norton AntiVirus 1.0（诺顿防病毒1.0）。在过去的几十年中，该公司多样化更新其产品线，直到最近将其产品结合为一个无缝产品，Norton Security。

## 产品和服务
诺顿的产品主要是用于个人计算机和服务器设备的数字安全工具，以及最近面向移动设备。

### 消费者产品

#### Norton Security (2014)
Norton Security是一种面向多种设备的程序，在用户续约期间可为最多5台设备提供恶意软件防护和清除服务。产品中的其他功能包括个人防火墙、垃圾邮件过滤和钓鱼式攻击防护。该程序于2014年9月发布，取代諾頓360（Norton 360）、诺顿网络安全（Norton Internet Security）和诺顿反病毒（Norton AntiVirus）。与诺顿早期产品相比，Norton Security改进了可扩展性、防护性和退款保证。

#### Norton Security with Backup (2014)
Norton Security with Backup是诺顿为最多10台设备提供优质防护的产品。它用一个套餐就可保护PC、Mac、Android和iOS设备，并包含Norton Family Premier。此产品可防止病毒、间谍软件、恶意软件和其他在线攻击。它还包括高达25GB的在线存储，可用于备份所有设备的重要照片和文档。

#### 诺顿家庭管家
Norton Family Premier是一个基于云的家长控制服务，以前称为Norton Online Family。诺顿家庭管家旨在“促进沟通”父母与其子女的网上活动。

#### 诺顿移动安全
Norton Mobile Security是针对智能手机和平板电脑的单次订购、主动防护程序。通过在所有设备上运行，挪动移动安全可保护用户免受风险应用的侵害，及保护在线隐私、恢复丢失的联系人信息，以及帮助找回丢失或被盗的设备。

### 商用产品

#### 诺顿小型企业
Norton Small Business是一种专门面向企业设计，防护恶意软件、病毒和其他威胁的多设备单项解决方案。该程序通过一个方便的门户网站管理公司的防护，以单个订购覆盖所有设备，并可随业务增长轻松扩展。

### 其他产品和服务

#### 诺顿在线备份
Norton Online Backup是一个自动备份用户的数码照片、视频、音乐和文档的程序。该程序允许用户在遭到硬盘失效、意外删除、计算机被盗、自然灾害或其他事故时快速恢复自己的文件。它可以以单项订购为最多5台计算机备份文件，并允许用户在需要时轻松添加额外的安全存储空间。

#### Norton Computer Tune Up
Norton Computer Tune Up是一个让用户可使旧计算机性能“焕然一新”的程序。该程序使用多项检查和维护服务以恢复速度和性能，成本低于购置新电脑或将其送修。诺顿认证的技术人员全年24小时通过Norton Computer Tune Up提供维护服务。

#### 服务
- NortonLive服务
- Ultimate Helpdesk
- Computer Tune Up
- 免费病毒扫描
- Norton Safe Web
- 家长控制软件
- 密码生成器
- 密码管理器

#### 支持和下载
- 诺顿支持（客户服务）
- 诺顿更新中心
- 间谍软件
- 病毒定义和安全更新
- 病毒清除
- 免费防病毒
- 恶意软件清除
- 诺顿网络犯罪报告

## 过去的产品和服务

### Norton Utilities (1982)
諾頓電腦醫生是为帮助分析、配置、优化和维护一台计算机而设计的一个实用程序套装。Norton Utilities的最新版本为Norton Utilities 16 for Windows XP/Vista/7/8，发布于2012年10月26日。

### Norton Guides (1985)
由Peter Norton Computing开发和分销。该指南是由Warren Woodford为x86汇编语言、C语言、BASIC和Forth语言编写，并通过一个与IBM PC型计算机上的编程语言编辑器集成的TSR程序提供给用户。这似乎是将编程参考信息被集成到软件开发环境的第一个商业产品。

### Norton AntiVirus (1991)
Norton AntiVirus由赛门铁克开发和分销，在续订期间提供恶意软件防护和删除功能。它采用签名和启发法识别病毒。其他功能包括垃圾邮件过滤和网络钓鱼防护。

### Norton 2000 (1998)
Norton 2000是一个分析计算机系统的硬件与软件，检查是否受到2000年问题影响的程序。

### Norton SystemWorks (1998)
SystemWorks扩展了Norton Utilities中的工具，并添加了其他Symantec软件，主要是杀毒软件和高端版本的后续备份软件。

### Norton Internet Security (2007)
諾頓網絡安全是一个计算机程序，它在续订期间提供恶意软件防护和删除，并使用签名和启发式来识别病毒。其他功能包括个人防火墙、垃圾邮件过滤和网络钓鱼保护。

### Norton 360 (2007)
諾頓360是“一体化”开发和销售的一个计算机安全套装。该套装包含一个防病毒软件、一个个人防火墙、一个网络钓鱼防护程序，以及一个备份程序。该套装与Norton Internet Security的区别在于包含文件备份和PC维护功能。

### Norton Clean Sweep (2009)
Norton Clean Sweep是由Quarterdeck设计，旨在帮助删除微软Windows上已安装的程序。CleanSweep被赛门铁克收购后曾作为独立产品销售。它目前不能独立使用，并已并入Norton SystemWorks。

## 产品评价
- TechAdvisor为Norton Security with Backup打出4.5/5星的评价。他们评价：“提供了超值的10个许可证来覆盖你的所有设备，诺顿安全备份还提供了强大的功能套装以及对病毒及其他恶意软件的防护。推荐。”[11]
- ExpertReviews为Norton Security 2015打出5/5星的满分。他们认为：“诺顿网络安全2015是一个非常好的安全套装，它有广泛的功能、强大的恶意软件防护和同样良好的识别合法软件，这是2015年的最佳之选。”[12]
- NextAdvisor为Norton Security 2015打出5/5星的满分。他们认为：“诺顿为PC用户提供了一流的防护功能，用户使用互联网时可以确保计算机的安全，以及有易于浏览的简化界面设计。”[13]
- PCMagazine为Norton Security打出4.5/5星评价，编辑评级为优秀（Excellent）。评语：“在现代社会中，集中管理所有设备的安全性很有价值。Norton Security加入了我们编辑选中的McAfee LiveSafe提供跨平台多设备安全性。”[14]
- PC Antivirus Reviews为Norton Security 2015打出81%。评语：“Norton Security今年强劲回升，它有更好的界面、良好的病毒防护和低资源使用率。”[15]

## 奖项
- 2012年，Norton by Symantec赢得PC Advisor的最佳安全软件奖，评语：“诺顿可能是互联网安全产品中最为知名的选择，赛门铁克通过不断改进其产品的实用性及核心引擎，已经受住了时间的考验。”[16]
- 2015年，Norton by Symantec赢得AV-TEST的移动安全创新奖，评语：“在下载一个应用程序前，Norton Mobile Security for Android就已知晓了所有的潜在风险。它由一个独特的系统支持，该系统由Google Play的App Advisor和Norton Mobile Insight组成。”[17]
- 2015年，Norton Mobile Security和Norton Family Premier双双获得PC Magazine的编辑选择奖。[18]